# Hampetorp
Hampetorp, tätort i sydöstligaste delen av Örebro kommun. Hampetorp ligger längs Riksväg 52 cirka en mil öster om Odensbacken vid Hjälmarens södra strand. Där finns även en färjelinje till Vinön. 

## Befolkningsutveckling
| Befolkningsutvecklingen i Hampetorp 1995–2020 | Befolkningsutvecklingen i Hampetorp 1995–2020 | Befolkningsutvecklingen i Hampetorp 1995–2020 | Befolkningsutvecklingen i Hampetorp 1995–2020 | Befolkningsutvecklingen i Hampetorp 1995–2020 |
| --------------------------------------------- | --------------------------------------------- | --------------------------------------------- | --------------------------------------------- | --------------------------------------------- |
|                                               |                                               |                                               |                                               |                                               |
| År                                            |                                               |                                               | Folkmängd                                     | Areal (ha)                                    |
| 1990                                          | 1990                                          |                                               | 283                                           | 75#                                           |
| 1995                                          | 1995                                          |                                               | 301                                           | 75                                            |
| 2000                                          | 2000                                          |                                               | 289                                           | 75                                            |
| 2005                                          | 2005                                          |                                               | 310                                           | 75                                            |
| 2010                                          | 2010                                          |                                               | 297                                           | 75                                            |
| 2015                                          | 2015                                          |                                               | 306                                           | 134                                           |
| 2020                                          | 2020                                          |                                               | 316                                           | 133                                           |
| Anm.: Ny tätort 1995 # Som småort.            |                                               |                                               |                                               |                                               |